# Rafael Mallarino Holguín
Rafael Mallarino Holguín (Bogotá, 17 de diciembre de 1881-?, 31 de octubre de 1936) fue un poeta y educador colombiano, conocido por ser el compositor del himno del prestigioso colegio Gimnasio Moderno, en su natal Bogotá, en el cual también se desempeñaba como profesor de literatura.
Mallarino fue patriarca de una influyente familia de artistas colombianos, entre quienes están sus nietos María Angélica, Víctor y Helena Mallarino de Madariaga.